# Brudzewice-Kolonia
Brudzewice-Kolonia – wieś w Polsce położona w województwie łódzkim, w powiecie opoczyńskim, w gminie Poświętne.
W latach 1975–1998 miejscowość należała administracyjnie do województwa piotrkowskiego.